# Rosières-aux-Salines
Rosières-aux-Salines is een gemeente in het Franse departement Meurthe-et-Moselle in de regio Grand Est. De plaats maakt deel uit van het arrondissement Nancy en sinds 22 maart 2015 van het kanton Lunéville-2, toen het kanton Saint-Nicolas-de-Port, waar Rosières-aux-Salines daarvoor deel van uitmaakte, werd opgeheven. Rosières-aux-Salines telde op 1 januari 2022 2.814 inwoners.

## Geografie
De oppervlakte van Rosières-aux-Salines bedroeg op 1 januari 2022 26,95 vierkante kilometer; de bevolkingsdichtheid was toen 104,4 inwoners per km².

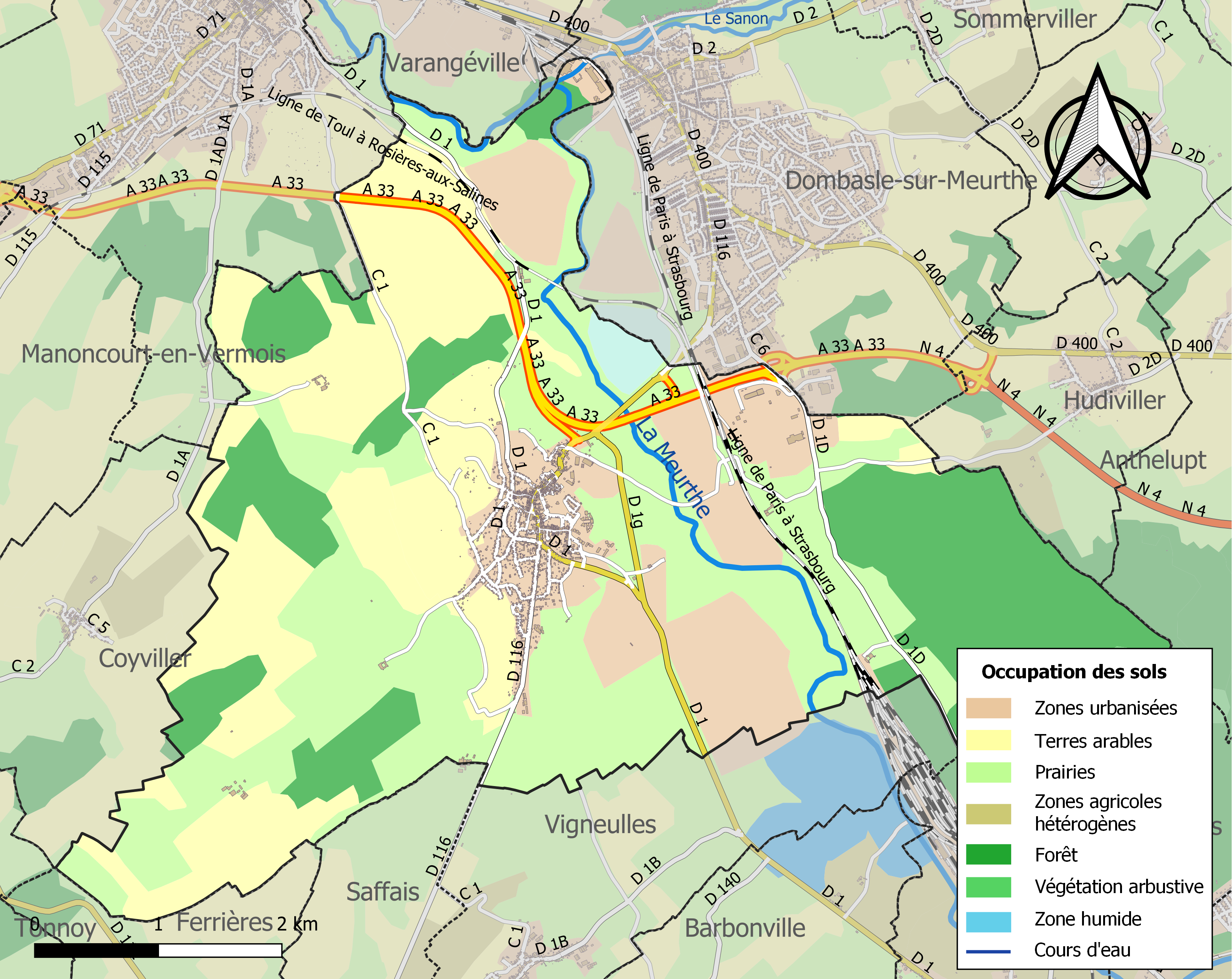
Kaart van de gemeente met de belangrijkste infrastructuur, bodemgebruik en omliggende gemeenten

## Demografie
Onderstaande figuur toont het verloop van het inwonertal (bron: INSEE-tellingen).